# 회산 감씨
회산 감씨(檜山甘氏)는 경상남도 창원시를 관향으로 하는 한국의 성씨이다.

## 기원
하나라 초기에 지금의 산시성 후현 남서쪽에 감(甘)이라는 지명이 있었는데 이곳에 살던 사람들은 강(姜)씨 성의 일파로 후에 동쪽에 있던 지금의 허난성 이양으로 이동하였다. 상나라(은나라) 때에 이르러 감인(甘人)의 수령인 감반(甘盤)은 상나라 왕 소을(小乙)의 신하가 되고, 이어서 부열(傅說)과 더불어 상나라 고종(高宗) 무정(武丁)의 현신(賢臣)이 되어 무정을 보좌하여 나라의 중흥을 이루었다. 이런즉 북송(北宋)의 <광운>(廣韻)에 이르길, 감(甘)씨 성은 무정의 신하 감반(甘盤)의 후손이고, 무정 때 상나라가 은(殷)에 도읍한 연고로 이 계통의 감씨는 안양(安陽)에서 나왔다.
다른 계통의 감씨(甘氏)는 희(姬)씨 성에서 기원된 바 춘추시대에 형성되고 뤄양에서 비롯되었으니 주 혜왕 희랑(姬閬)의 아들 숙대(叔帶)의 후손이다. <사기>(史記) 주나라 본기(周本紀)에 혜후(惠后)가 숙대를 낳고 혜왕(惠王)의 총애를 받았다고 기록되어 있다. <사기색은>(史記索隱)에 이르길, 숙대는 주 혜왕의 아들이요, 주 양왕의 동생으로, 감(甘) 땅에 봉해졌기에 <좌전>(左傳)에서는 감소공(甘昭公)이라고 칭한다. <정의>(正義)에서는 <괄지지>(括地志)를 인용하여 이르길, 감성(甘城)은 뤄주 허난현 남서쪽 25리에 있는데 숙대가 감읍(甘邑)에 봉함을 받아 감소공이라 불렸고 이후 읍 이름을 성씨로 삼았으니 바로 감씨(甘氏)이다.

## 역사
회산 감씨의 시조는 중국 원나라 성종 때의 한림원(翰林院) 태학사(太學士) 감규(甘揆)이다. 자는 양원(養元), 호는 연강(延岡)이다. 1351년(충정왕 3년) 원나라에 와 있었던 공민왕(恭愍王)과 노국대장공주(魯國大長公主)를 배종하고 고려에 들어왔다. 이때 감규와 함께 공소(孔紹), 장경(張敬), 황보영(皇甫榮), 독고억(獨孤億), 서문(西門)씨, 남궁(南宮)씨, 변숙(邊肅) 등 7인도 함께 들어와 8학사가 되었다. 고려조에서 문하시랑평장사(門下侍郞平章事)에 올랐다. 후에 연릉군(延陵君)에 봉해졌다.
손자인 평장사(平章事) 감흥협(甘興鋏)을 비롯하여 밀직제학(密直提學) 감소연(甘紹延), 중추부사(中樞府使) 감진요(甘震曜), 이부시랑(吏部侍郞) 감침(甘鍼) 등이 관직에 진출하였다. 15세손 감수화(甘受和) 때까지 본관을 연릉(延陵)으로 삼아오다가, 16세손 감철(甘喆)이 북벌을 간하여 중지하게 한 공으로 금자광록대부(金紫光祿大夫)에 오르고 회산군(檜山君)에 봉해진 것을 계기로 본관을 회산으로 하고있다. 
시조의 묘소는 충청도 공모산에 있었고 어제(御題) 신도비가 무곡산(舞谷山)에 있었다고 하나 없어져 후손들이 세거지인 창원시 내리동에 제단과 신도비를 설치하고 매년 음력 4월15일 향사한다고 되어있다. 병진보(丙辰譜) 서문에 보면 우리나라 감씨가 합포, 충주, 거창, 창녕, 부녕 등 5본이 있다는 설이 있지만 이는 세거지명이라고 하며, 회산 단일본이라고 한다. 
회산 감씨의 주요 인물로 조선 중기에는 임진왜란 때 전공을 세우고 원종공신에 녹훈된 내금위 정략장군 감경인(甘景仁)과 군자감 직장에 추증된 감경륜(甘景倫) 형제가 있고, 조선 후기에는 동학농민운동을 평정하고 품계가 절충장군에 이른 감재원(甘在元)과 김해부사를 지낸 감기현(甘麒鉉) 부자가 있다.

## 본관
감(甘)씨의 본관인 창원(昌原), 회산(檜山), 합포(合浦) 등은 현재의 경상남도 창원시 일원이다. 신라 때에는 삽량주(歃良州) 굴자군(屈自郡)이었다가, 757년(신라 경덕왕 16)에 굴자군을 의안군(義安郡)으로 이름을 바꾸고, 합포현(合浦縣 : 馬山) · 웅신현(熊神縣 : 熊川) · 칠제현(漆隄縣 : 漆原)을 관할하였다. 1018년(고려 현종 9)에 금주(金州 : 金海)로 병합되었다가 뒤에 감무가 파견되면서 독립하였다. 1282년에 의안군이 의창현(義昌縣)으로, 합포현이 회원현(會原縣)으로 개칭되었다. 1408년(태종 8)에 회원현을 병합하여 창원부(昌原府)로 승격하고 경상우도병마절도사영이 설치되었으며, 1413년에는 창원도호부가 되었다. 1601년(선조 34)에 창원대도호부로 승격되었고, 1603년에 경상우도병마절도사영이 진주로 옮겨갔으며 현종 무렵에는 현으로 강등되기도 하였다. 1895년(고종 32)에 지방제도 개정으로 진주부 창원군이 되었다가, 1896년 경상남도 창원군이 되었다.

### 분파된 성씨 본관
회산 감씨에서 직계 분적된 성씨 관향에는 창원 감씨, 합포 감씨, 거창 감씨, 부령 감씨, 충주 감씨, 창녕 감씨 등이 있다.

## 인물
- 감상중(甘尙中) : 조선 전기의 문신. 성종(成宗) 5년(1474년) 갑오(甲午) 식년시(式年試) 병과(丙科)로 문과에 급제하여, 군위현감, 시강원전적(侍講院典籍) 등을 역임하였다.

- 감경인(甘景仁, 1569∼1648) : 조선 중기의 무신. 자는 여일(汝一), 호는 관술정(觀術亭). 아버지는 감예종(甘禮從)이며, 어머니는 반남 박씨로 박종(朴宗)의 딸이다. 창원에서 태어났다. 1588년(선조 21) 무과에 급제하였고, 1592년 임진왜란이 일어나자 동생 감경륜(甘景倫)과 함께 이순신의 진영에 달려가 공을 세워 여도만호(呂島萬戶)가 되었다. 이어 내금위(內禁衛)·정략장군(定略將軍)이 되고, 원종공신의 적에 올랐다. 1606년 전계신(全繼信) 등과 함께 대마도에 파견되어 1년간 머물면서 도주(島主) 소 요시토시(宗義智, 1568~1615)[9]와 교섭하여 그들의 국서를 고치게 하고, 두 명의 왕릉범(王陵犯)과 타치바나 토모마사(橘智正)을 잡아오는 한편, 잡혀간 포로 150여 명을 데리고 오는 등 전후 수습에 힘썼다. 죽은 뒤 충훈부로부터 삼렬(三烈)이라는 사호(祠號)를 받고, 삼렬사에 봉안되었다. 저서로는『삼렬당문집(三烈堂文集)』이 있다.[10]

- 감경륜(甘景倫) - 조선 중기의 무신. 임진왜란 때 활약하였으며 사후 군자감 직장(軍資監直長)에 추증되었다. 형 감경인(甘景仁)과 함께 삼렬사(三烈寺)에 봉안되었다.

- 감철(甘喆) : 시조 감규의 16세손. 북벌의 중지를 간한 공으로 금자광록대부에 오르고 회산군에 봉해졌다고 한다. 그러나 금자광록대부는 1362년(공민왕 11)에 이미 폐지된 바 있고, 북벌은 조선 후기 효종 대의 일이다. 따라서 감철이 금자광록대부에 올랐다는 건 연대상 모순일 수밖에 없다.

- 감재원(甘在元) : 조선 후기의 무신. 1888년(고종 25) 무과에 급제하였고, 1894년(고종 31) 동학농민운동을 평정한 공으로 용양위 사과(정6품)를 제수받았다. 1902년(광무 6) 중추원 의관[11]이 되었다가 경술국치 후 창원으로 낙향하여 반룡산에 은거하였다. 대한제국에서 김해부사를 지낸 감기현의 아버지이다.

- 감기현(甘麒鉉, 1880∼1964) : 부친은 절충장군[12] 첨지중추부사[13] 겸 의관을 지낸 우우재(友于齋) 감재원(甘在元)이고, 모친은 순흥 안씨 안중금(安中嶔)의 딸이다. 1880년(고종 17) 경상남도 창원군 내동리에서 태어났다. 1899년(광무 3) 20세에 참정 민영환을 만나, 궁내부 주사로 추천되었다. 1902년(광무 6)에 중추원 의관으로 승진되었으며, 1904년(광무 8) 혜민원 참서가 되었다. 1907년(광무 11) 초계현감[14]이 되었으며, 이후 김해부사[15]가 되었다. 1907년 고종이 퇴위하자, 이에 분개하며 관직을 버리고 낙향하여 척암(拓菴) 김도화(金道和: 1825∼1912), 면우(俛宇) 곽종석(郭鍾錫: 1846∼1919) 등의 학자들과 교류하였다. 1942년 호서의 삼산(三山)으로 이거하여, 구조하(具祖夏), 김기성(金璂成) 등 명사와 교류하였다. 1950년 전쟁을 피해 김해 청천으로 내려갔다가 고향으로 돌아와 1964년에 죽었다.

- 감상두 : 계몽운동가. 일제강점기하 조선공산주의자통일동맹을 결성하여 활동하였고, 그의 조직 및 그 후신 조직의 조직원 다수가 월북하거나 6.25 전쟁 때 대한민국 전복을 꾀했다. 그럼에도 불구하고 문재인 정부에서는 일제강점기 사회주의 활동을 한 이들도 일제의 박해에 맞서 계몽운동을 했다는 논리로 2020년 감상두에게 건국훈장 애족장을 추서하였다. 그가 실제로 독립운동을 했는지 알 수 없으며 논란이 많다.

- 감영생(甘泳生, 1914~1950) - 밀양 의열단 소속 사회주의 계열 독립운동가. 김원봉에게 항일자금을 댔고 국내, 일본, 만주 등지에서 함께 활동하였다. 증조부 기일 밤인 1950년 7월 24일 빨갱이로 몰려 1,681명과 함께 마산 괭이바다에서 수장당했다. 2017년 '그것이 알고 싶다 1089회 (도둑골의 붉은 유령 - 여양리 뼈 무덤의 비밀)'에서 보도연맹 학살사건을 다루면서 관련 내용이 방송되었다. 링크 우측 하단 사진의 오른쪽 인물이다.

- 감강찬 : 피겨스케이팅(페어) 선수

- 감사용 : 야구 선수, 감독

- 감우성 : 배우

- 감한솔 : 축구선수

## 과거 급제자
문과
- 감상중(甘尙中) : 성종(成宗) 5년(1474년) 갑오(甲午) 식년시(式年試) 병과(丙科) 13위. 본관은 합포(合浦)

생원시
- 감덕후(甘德厚, 1519년생) : 명종(明宗) 10년(1555년) 을묘(乙卯) 식년시(式年試) 3등. 자는 후지(厚之), 본관은 창원(昌原).

진사시
- 감경무(甘景茂, 1556년생) : 선조(宣祖) 22년(1589년) 기축(己丑) 증광시(增廣試) 3등. 자는 희수(希秀), 본관은 창원(昌原). 아버지는 안일호장(安逸戶長) 감흔(甘昕).

## 인구
감(甘)씨는 2000년 대한민국 통계청 인구 조사에서 5,998명으로 조사되었는데, 창원 감씨 2,685명, 회산 감씨 2,113명, 합포 감씨 94명으로 현재의 창원에 해당하는 지역을 본관으로 하는 인구는 4,892명이었다. 한편, 창원 이외의 지역인 거창 감씨(居昌甘氏) 522명, 창녕 감씨(昌寧 甘氏) 372명, 충주 감씨(忠州 甘氏) 112명, 부녕 감씨(扶寧甘氏) 65명 등이나 창원 감씨의 분파 세거지명인 것으로 추측된다.

## 항렬표
| 35세          | 36세                       | 37세                 | 38세                       | 39세   | 40세     | 41세   | 42세     | 43세   | 44세     | 45세   |
| ------------- | -------------------------- | -------------------- | -------------------------- | ------ | -------- | ------ | -------- | ------ | -------- | ------ |
| 현(鉉) 태(泰) | 口영(泳) 口식(植) 口주(柱) | 상(相) 경(炅) 병(炳) | 口병(炳) 口규(圭) 口은(垠) | 동(東) | 口희(熙) | 채(埰) | 口석(錫) | 호(浩) | 口근(根) | 형(炯) |